# Хроніка вогненних років
 «Хроніка вогненних років» (араб. وقائع سنين الجمر) — алжирський фільм-драма 1975 року, поставлений режисером Мохаммедом Лахдар-Хаміною. Світова прем'єра стрічки відбулася у травні 1975 року на 28-му Каннському міжнародному кінофестивалі, де вона брала участь в основній конкурсній програмі, здобувши головний приз кінофоруму - Золоту пальмову гілку .
Фільм брав участь в офіційному відборі від Алжиру на здобуття премії Оскар 1976 року у категорії за найкращий фільм іноземною мовою, але він не ввійшов до списку кандидатів.

## Сюжет
1954 рік. У Алжирі починається війна, місцеві жителі борються з французькими загарбниками, оскільки не хочуть бути колонією, втративши культурну ідентичність, та вірять що перемога можлива. Селянина Ахмеда доля ставить перед важким вибором, і він покине своє рідне уражене посухою село, приєднавшись до армії опору. Простому селянинові доведеться стати воїном і битися за свою рідну землю…

## У ролях
| Йорго Вояґіс           | ···· | Ахмед              |
| Мохаммед Лахдар-Хаміна | ···· | божевільний казкар |
| Лейла Шенна            | ···· | жінка              |
| Шейх Нурредін          | ···· |                    |
| Франсуа Метр           | ···· |                    |
| Анрі Черняк            | ···· |                    |
| Хассан Ель Амір        | ···· |                    |
| та інші                |      |                    |

## Визнання
| Нагороди та номінації фільму «Хроніка вогненних років» | Нагороди та номінації фільму «Хроніка вогненних років» | Нагороди та номінації фільму «Хроніка вогненних років» | Нагороди та номінації фільму «Хроніка вогненних років» | Нагороди та номінації фільму «Хроніка вогненних років» | Нагороди та номінації фільму «Хроніка вогненних років» |
| Рік                                                    | Кінофестиваль/кінопремія                               | Категорія/нагорода                                     | Номінант                                               | Результат                                              |                                                        |
| ------------------------------------------------------ | ------------------------------------------------------ | ------------------------------------------------------ | ------------------------------------------------------ | ------------------------------------------------------ | ------------------------------------------------------ |
| 1975                                                   | 28-й Каннський міжнародний кінофестиваль               | Золота пальмова гілка                                  | Хроніка вогненних років                                | Перемога                                               |                                                        |